# Saves the Day
«Saves the Day» (с англ. — «Спасайте положение») — американская рок-группа из города Принстон, штат Нью-Джерси, образованная в 1997 году. В настоящее время группа состоит из ведущего вокалиста и гитариста Криса Конли, гитариста Аруна Бали и басиста Родриго Палмы.
Образовавшись под именем Sefler в 1994 году, Saves the Day выпустили свой дебютный студийный альбом Can’t Slow Down в 1998 году. За ним последовал альбом Through Being Cool (1999 г.), в котором был представлен их первый сингл «Shoulder to the Wheel». Альбом Stay What You Are был выпущен в 2001 году и достиг 100-го места в Billboard 200. Это породило два успешных музыкальных клипа на MTV2, на синглы «At Your Funeral» и «Freakish», и с тех пор было продано 300 000 копий. «At Your Funeral» занял 79-е место в чарте Великобритании, 71-е место в Шотландии и 16-е место в UK Indie chart.
После успеха Stay What You Are группа подписала контракт с лейблом DreamWorks Records, которые совместно выпустили свой следующий студийный альбом In Reverie с Vagrant Records. Альбом достиг 27-го места в Billboard 200 и 4-го места в чарте Independent Albums. Их последний альбом, 9, был выпущен 26 октября 2018 года .
В мае 2021 года Конли столкнулся с обвинениями в абьюзе и груминге. В заявлении, опубликованном в аккаунтах Equal Vision Records в социальных сетях, Конли взял на себя ответственность за некоторые из своих действий, указанных в обвинениях.

## История группы

### Образование и первые релизы (1994—2000 гг.)
Sefler была группой из четырёх человек, образованная в 1994 году и которая выступала в районе Нью-Джерси, с участием Криса Конли на бас-гитаре и вокале. Sefler сменили своё название на Saves the Day в конце 1997 года. Из первоначального состава Saves the Day сегодня остался только Конли; за эти годы группа пережила многочисленные смены кадров и записала только два альбома подряд в том же составе (Through Being Cool и Stay What You Are соответственно), с Конли в качестве единственного постоянного участника.
Первый полноценный релиз Saves the Day, Can’t Slow Down, был записан и выпущен лейблом Equal Vision Records в 1998 году, когда участники ещё учились в средней школе.
Используя свои собственные ресурсы, Saves the Day выпустили акустический мини-альбом состоящий из пяти песен I'm Sorry I'm Leaving в начале 1999 года. Позже в том же году они выпустили свой второй полноформатный альбом на Equal Vision, Through Being Cool, в котором они ещё больше усовершенствовали своё мелодичное звучание. Они начали привлекать внимание некоторых крупных независимых лейблов, в конце концов подписав контракт с Vagrant Records.

### Stay What You Areи коммерческий успех (2001—2003 гг.)
В 2001 году Saves the Day начали отходить от своих музыкальных корней с выпуском альбома Stay What You Are. Альбом получился более поп-ориентированной, с более сложной гитарной работой и аранжировками, в отличие от предыдущих альбомов со звучанием, основанным на пауэр-аккордах. Они получили некоторую известность благодаря видеоклипу на песню «At Your Funeral», а также появились на шоу Конана О’Брайана и The Late Late Show с Крейгом Килборном. В апреле 2002 года они также выпустили клип на песню «Freakish»; в клипе были представлены куклы в стиле Маппет. Вскоре после выхода альбома гитарист Тед Александер ушёл, и Конли взял на себя обязанности гитариста. Альбом также был последней записью барабанщика Брайана Ньюмана с группой, который также её покинул вскоре после выхода альбома. Обложка альбома была украшена фотографиями, сделанными фотодуэтом Day 19.
«At Your Funeral» достигла 76-й строчки в UK Singles Chart в июне 2002 года.

### Подписание контракта с крупным лейблом иIn Reverie(2003—2005 гг.)

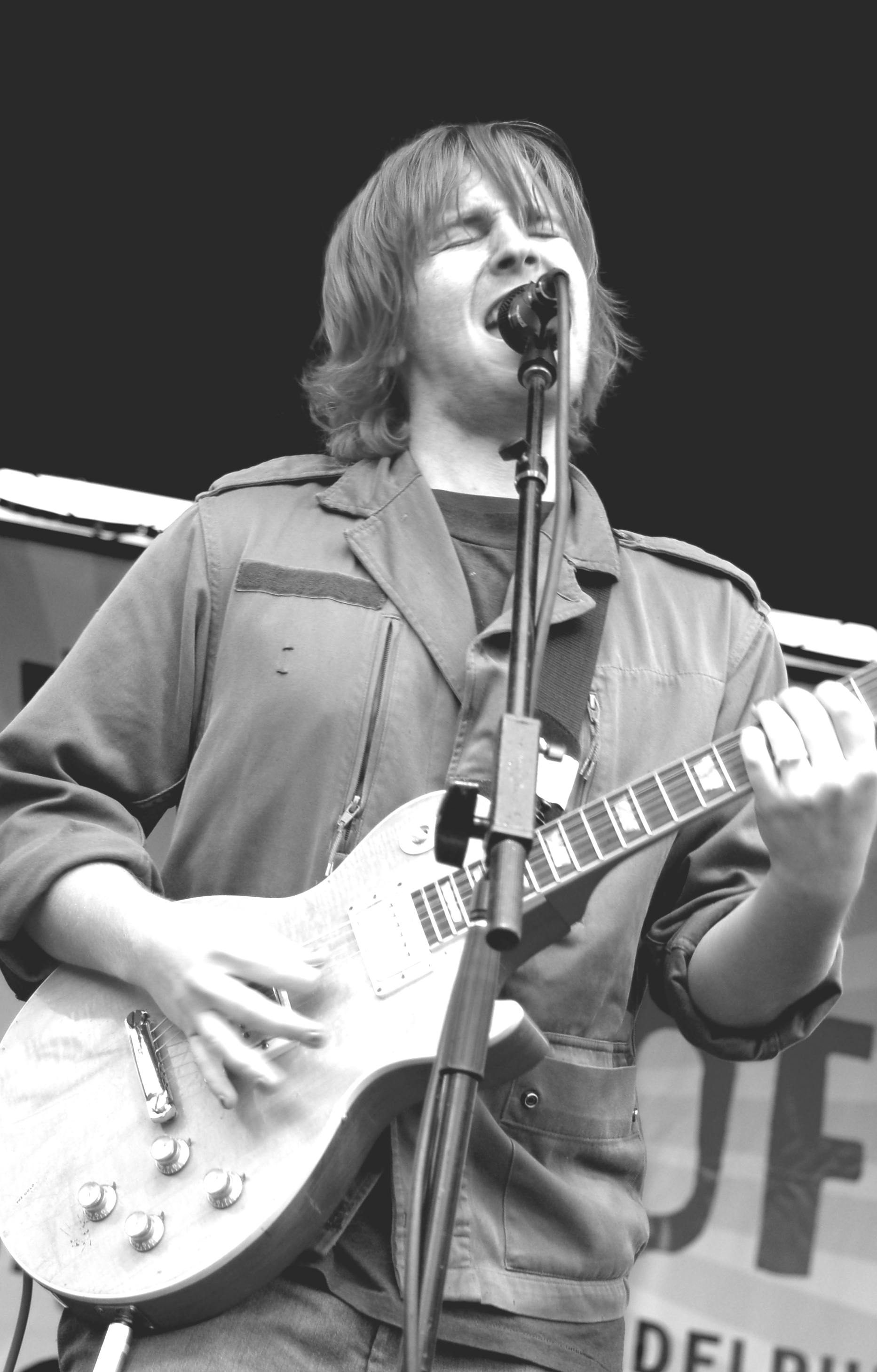
Крис Конли в 2006 году

С успехом Stay What You Are Saves the Day подписали контракт с крупным лейблом DreamWorks Records, который должен был выпустить их следующий альбом совместно с Vagrant, с которым у группы всё ещё был контракт. В 2003 году вышел альбом In Reverie, в котором они продолжили экспериментировать со своим звучанием и содержали менее мрачные тексты, чем на прошлых записях. Резкое изменение звучания вызвало отторжение у фанатов, и альбом получил незначительную поддержку со стороны DreamWorks. Песня «Anywhere with You» была выпущена как сингл, но осталась практически незамеченной, несмотря на то, что альбом достиг 27-го места в Billboard Top 200 albums chart. Позже Конли сказал следующее о выпуске альбома в интервью журналу Skratch Magazine: 

DreamWorks Records полностью отказались от него через три дня после его выхода, заявив, что мы сделали неправильную запись. Затем они были проданы через месяц. Они были бесполезны.
 Вскоре после выхода альбома DreamWorks Records была поглощена Interscope, которая в конечном итоге исключила их из своего списка.
Saves the Day наконец выполнили свои контрактные обязательства с Vagrant Records в 2004 году, выпустив альбом Ups & Downs: Early Recordings and B-Sides, который представлял собой сборник би-сайдов и включал мини-альбом I’m Sorry I’m Leaving. Ups and Downs также включал песню из их первых дней в качестве Sefler. Конли сказал в интервью AP Podcast, что на CD-версии была помещена неправильная песня Sefler. Он попросил другую песню, но когда получил окончательную версию, то обнаружил, что это была не та песня. Альбом был посвящён бывшему басисту Шону Макграту, который умер в 2004 году в возрасте 28 лет после двухлетней борьбы с раком кишечника. Макграт записал с ними альбом Can’t Slow Down и ушёл во время написания альбома Through Being Cool. Saves the Day были относительно неактивны в 2004 году, хотя за это время они создали свою собственную студию The Electric Ladybug, расположенную в городе Чико, штат Калифорния.

### Концепция из трёх частей:Sound the Alarm,Under the BoardsиDaybreak(2005—2011 гг.)
В начале 2005 года Saves the Day начали писать продолжение альбома In Reverie. В процессе написания материала давний басист Эбен Д’Амико покинул группу, и его заменил басист Glassjaw Мануэль Карреро.
Saves the Day записали свой пятый студийный альбом Sound the Alarm в 2005 году без лейбла. В январе 2006 года они объявили, что повторно подписали контракт с Vagrant, который выпустит Sound the Alarm в апреле. Альбом ознаменовал возвращение к их мрачной лирике и черпал больше из их влияний, чем In Reverie. Во время сессий звукозаписи Sound the Alarm они также записали EP с акустическими версиями нескольких песен с прошлых альбомов, который продавался во время тура в течение 2006 года как Bug Sessions Volume One. Saves the Day активно гастролировали в течение 2006 и начала 2007 года в поддержку альбома. Было объявлено, что Sound the Alarm является первой частью концепции, состоящей из трёх частей. Следующий альбом трилогии, Under the Boards, был выпущен в 2007 году. Третий альбом серии, Daybreak, был наконец выпущен в сентябре 2011 года, после очень долгого ожидания фанатов.

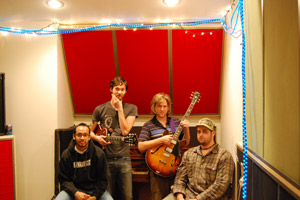
Saves the Day в 2007 году

В феврале 2007 года они объявили, что уже записано тринадцать демо-версий для нового альбома, который будет называться Under the Boards. Также стало известно, что это будет вторая из трёх частей концепции, включающей Sound the Alarm, Under the Boards и ещё не выпущенный Daybreak. Крис Конли сказал, что «Sound the Alarm — это выражение недовольства. Under the Boards — размышления и раскаяние. Daybreak — это принятие».
Конли также рассказал о концепции трёх альбомов: 

Вся трилогия была всего лишь, своего рода, терапевтическим экспериментом. Я чувствовал себя таким запутавшимся и разбитым внутри, просто злым, растерянным, подавленным и грустным, и я не мог по-настоящему справиться ни с миром, ни с самим собой. Так что я просто подумал: «Это должно закончиться, я должен хотя бы попытаться взять мир в свои руки и взять себя в руки». Поэтому я нырнул в глубины своего разума и вытащил наружу то, что нашёл, так что первый альбом был наполнен всем гневом, поверхностной болью и всеми параноидальными бредовыми мыслями, которые там были. Второй альбом, Under the Boards, рассказывал о том, как всё это делало мою жизнь невыносимой, и я понял, что должен измениться, так что этот альбом был переходной частью, началом выхода из этого мрачного места, потому что вы понимаете, как это влияет на вашу жизнь. Так что Daybreak смиряет со всем и пытается донести мне, почему я на самом деле стал таким, и учит принимать это, исследуя, что это такое и почему это было, и одновременно заставляя вырасти из этого и стать лучшим человеком, а не просто полным ненависти.
В марте 2007 года, после более чем четырёхлетнего пребывания в группе, барабанщик Пит Парада ушёл, чтобы присоединиться к The Offspring. Коллега Карреро по группе Glassjaw Дуриджа Лэнг взял на себя обязанности барабанщика и записал с группой альбом Under the Boards. Альбом был выпущен 30 октября 2007 года на лейбле Vagrant Records.
Крис Конли сказал в интервью, что следующие релизы в рамках Bug Sessions будут представлять собой сборники живых песен, записанных во время их 30-дневного акустического тура. Вторая и третья части эксклюзивных мини-альбомов первоначально продавались только во время гастролей, но теперь они есть в iTunes Music Store. После серии концертов на Восточном побережье в конце октября 2008 года Saves the Day планировали отправиться в студию, чтобы начать работу над своим следующим студийным альбомом Daybreak.
Saves the Day начали работать над Daybreak в 2009 году. В марте 2009 года было объявлено, что давний гитарист Дэвид Солоуэй больше не будет играть в группе. Он продолжает играть на басу в своём сайд-проекте Two Tongues с Крисом Конли. В апреле было объявлено, что Арун Бали заменит Солоуэя. Продолжая эту череду событий, 21 декабря было объявлено, что басист Мануэль Карреро и барабанщик Дуриджа Лэнг уходят, чтобы сосредоточиться над материалом для Glassjaw. Их заменили Родриго Палма на басу и Спенсер Питерсон (экс-участник группы Hidden in Plain View) на барабанах.
В сентябре 2010 года на личном сайте Питерсона было объявлено, что он покинул Saves the Day и присоединился к новой электропоп-группе Пита Венца из Fall Out Boy — Black Cards. Примерно две недели спустя личный сайт барабанщика Клаудио Риверы объявил, что он присоединился к Saves the Day. В октябре 2010 года группа объявила, что во время тура с Say Anything и Motion City Soundtrack они будут продавать дроп-карты для доступа к мини-альбому 1984 только в цифровом формате. Мини-альбом содержит композицию «1984» с грядущего альбома.
Daybreak был выпущен 13 сентября 2011 года на лейбле Razor & Tie после нескольких задержек в течение предыдущих двух лет. Это был первый раз, когда Saves the Day выпустили альбом, в котором ни один участник группы (кроме Конли) не играл на более ранней записи.

### Saves the Day(2011—2015 гг.)

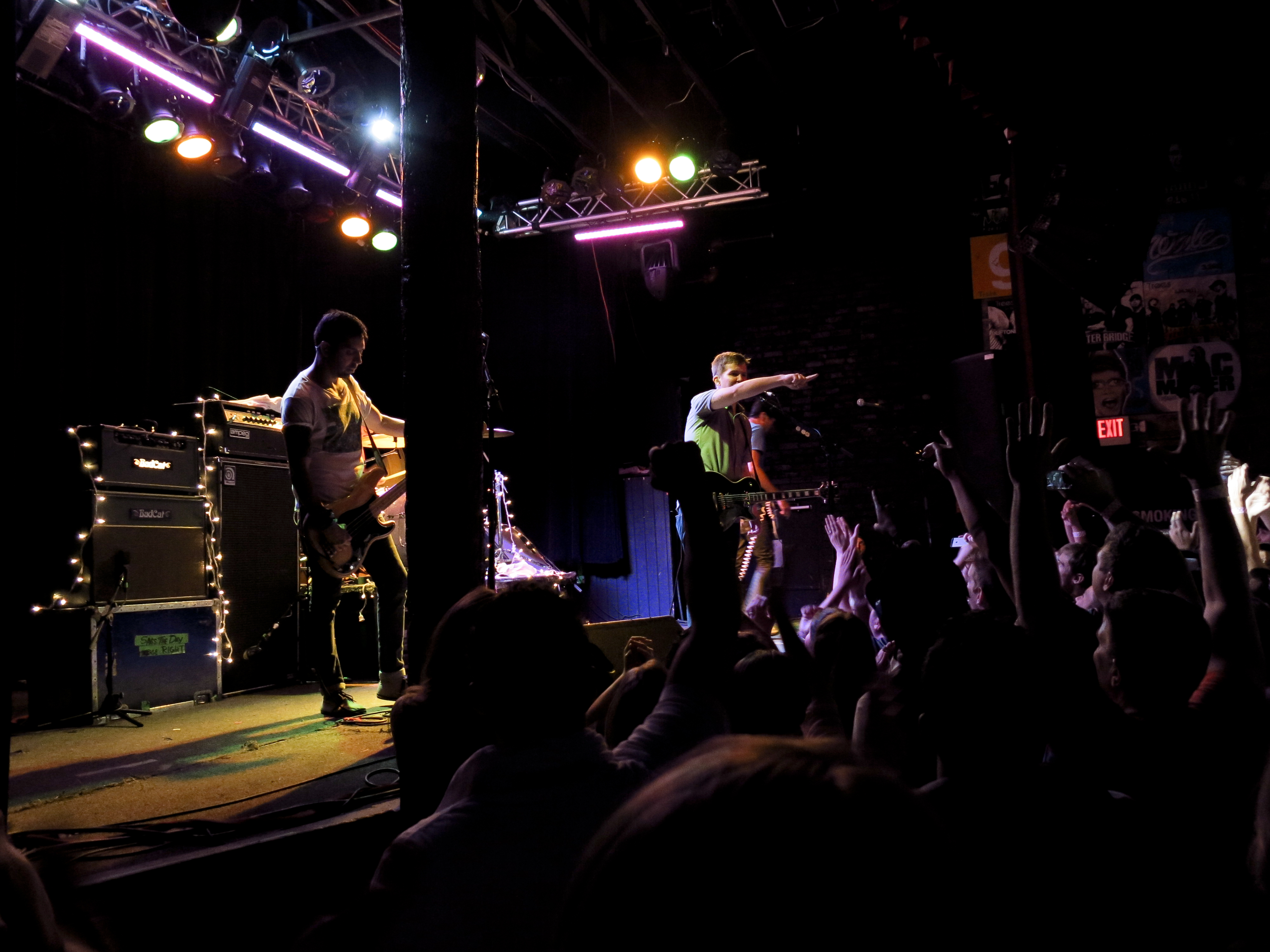
Выступление группы в Далласе, штат Техас, 2013 год

В интервью в декабре 2011 года Крис Конли рассказал, что восьмой альбом Saves the Day находится в разработке, и что он надеется, что группа вернётся в студию осенью 2012 года, чтобы записать его. 23 ноября 2012 года группа объявила, что они делают новый альбом, но хотели, чтобы фанаты приняли в нём участие. Они зарегистрировались на PledgeMusic и предлагали фанатам всё: от бесплатных загрузок и обновлений альбомов до футболок с ограниченным тиражом, билетов на концерты и частных домашних концертов. Они выпустили демо-версию одной из песен с нового альбома «Ain’t No Kind of Love» для «поручителей», когда началась запись. На Рождество 2012 года они записали кавер-версию песни «Baby Please Come Home», а на новый год — песню Weezer «Across the Sea». Saves the Day выпустили клип на свою песню «Ring Pop» на YouTube. Альбом под названием Saves the Day был выпущен 17 сентября 2013 года. 20 мая 2013 года было объявлено, что Деннис Уилсон присоединился к Saves the Day на постоянной основе, заменив бывшего барабанщика Клаудио Риверу. После выхода альбома группа записала два туры: турне хедлайнеров по Северной Америке с Into It. Over It. и Hostage Calm, а также акустический тур по Северной Америке с Уолтером Шрайфелсом и Джоном Симмонсом.
В 2014 году Saves the Day поддержали Brand New в их туре по Великобритании.
4 сентября 2014 года Saves the Day и Say Anything объявили о совместном туре в качестве хедлайнеров при поддержке Reggie and the Full Effect. Три группы отмечали юбилеи. Saves the Day отпраздновали 15-летие альбома Through Being Cool; Say Anything отпраздновали 10-ю годовщину альбома ...Is a Real Boy, а Reggie — Under the Tray.

### 9(2016 — наши дни)
26 февраля 2016 года Крис Конли написал в твиттере о том, что «первая песня на следующем альбоме Saves the Day» стала его «новой любимой песней всех времён».
14 августа 2018 года Saves the Day выпустили новую песню под названием «Rendezvous» и объявили, что 26 октября 2018 года они выпустят свой девятый альбом, содержащий девять треков и названный 9, на лейбле Equal Vision Records.

## Обвинения в сексуальных домогательствах
В мае 2021 года поклонник мужского пола, с которым Конли познакомился в возрасте 12 лет, обвинил последнего в сексуальных домогательствах и грумминге. Среди обвинений были утверждения о том, что Конли отправлял незапрошенные фотографии обнаженной натуры и манипулировал своим фэндомом, чтобы заманить его в отношения. Конли признался, что «совершил недопустимое количество неуместных ошибок, причинивших необратимый вред», и сказал: «Мне действительно стыдно и стыдно за своё отвратительное поведение». Лейбл Equal Vision Records, выпустивший альбомы Saves the Day и 9, заявил: «Мы усердно работаем, чтобы раскрыть правду о том, что произошло, и наши действия в дальнейшем будут отражать то, что мы сможем найти».

## Сторонние проекты
В 2009 году Крис Конли и бывший гитарист Saves the Day Дэвид Солоуэй объединились с Максом Бемисом и Коби Линдером из Say Anything, чтобы сформировать супергруппу Two Tongues. В состав группы входят Бемис и Конли, разделяющие обязанности лид-вокала и гитары, с Солоуэем на бас-гитаре и Линдером на барабанах. Тринадцать песен были записаны в студии Electric Ladybug, домашней студии Конли в Чико, штат Калифорния. Бемис, Конли и Линдер ранее сотрудничали над кавером на песню Боба Дилана «The Man in Me» для сборника Paupers, Peasants, Princes & Kings: The Songs of Bob Dylan, выпущенного Doghouse Records в 2006 году. Одноимённый дебютный альбом группы был выпущен в феврале 3, 2009.
Осенью 2010 года Two Tongues выступили со своим первым публичным (неожиданным) выступлением в середине тура групп Motion City Soundtrack, Say Anything, Saves the Day, исполнив песню «Crawl». Арун Бали (нынешний гитарист Saves the Day) играл на гитаре, Кенни Васоли (из The Starting Line и Person L) играл на басу, Джейк Тернер (из Say Anything) играл на гитаре, а Коби Линдер играл на барабанах, в то время как Крис Конли и Макс Бемис пели.

## Состав группы
| Текущий состав - Крис Конли — вокал (1994 — наши дни), ритм-гитара (2002 — наши дни), бас-гитара (1994—1998) - Арун Бали — бэк-вокал, соло-гитара (2009 — наши дни) - Родриго Палма — бас-гитара (2009 — наши дни) - Клаудио Ривера — барабаны (2010—2013, 2020 — наши дни) Бывшие участники - Брайан Ньюман — барабаны, перкуссия (1994—2002) - Джастин Гейлорд — соло-/ритм-гитара (1994—1997) - Крис Зампелла — соло-/ритм-гитара (1997—1998) - Энтони Анастасио — соло-/ритм-гитара (1997—1998) - Дэвид Солоуэй — бэк-вокал, соло-гитара (1998—2009) - Тед Александер — ритм-гитара (1998—2002) - Шон Макграт — бас-гитара (1998—1999; умер в 2004) - Эбен Д’Амико — бэк-вокал, бас-гитара (1999—2005) - Пит Парада — барабаны, перкуссия (2002—2007) - Мануэль Карреро — бас-гитара (2005—2009) - Дуриджа Лэнг — барабаны, перкуссия (2007—2009) - Спенсер Питерсон — барабаны, перкуссия (2009—2010) - Деннис Уилсон — барабаны, перкуссия (2013—2020) Временная шкала | Концертный состав - Деймон Аткинсон — барабаны, перкуссия (2002) - Алекс Гарсия-Ривера — барабаны, перкуссия (2002) - Рид Блэк — клавишные (2003—2005) - Томас Хантер — гитара (2009) - Александр Кент — бас-гитара (2009) |

## Дискография
- Can’t Slow Down (1998 г.)
- Through Being Cool (1999 г.)
- Stay What You Are (2001 г.)
- In Reverie (2003 г.)
- Sound the Alarm (2006 г.)
- Under the Boards (2007 г.)
- Daybreak (2011 г.)
- Saves the Day (2013 г.)
- 9 (2018 г.)